# Corneille-Baudouin Osy de Zegwaart

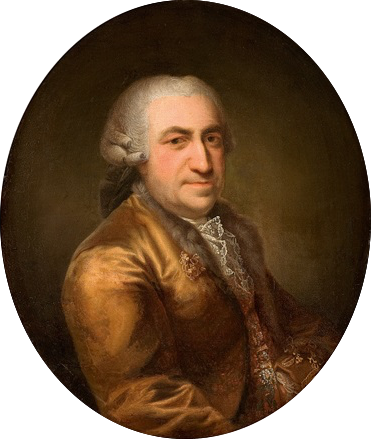

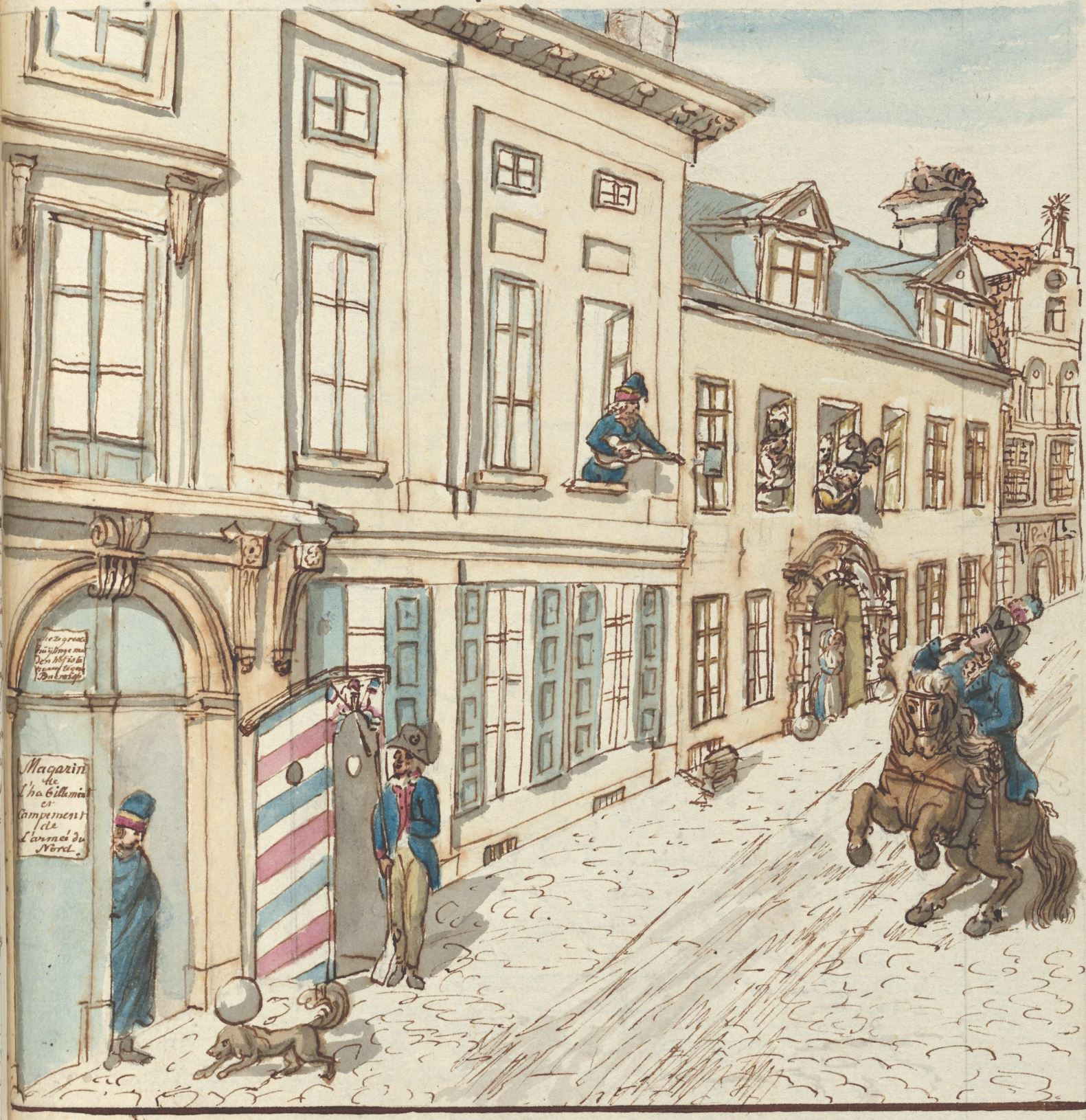
Het huis van Corneille Osy aan de Sint-Jacobsmarkt in op een aquarel van Pierre Goetsbloets uit 1795

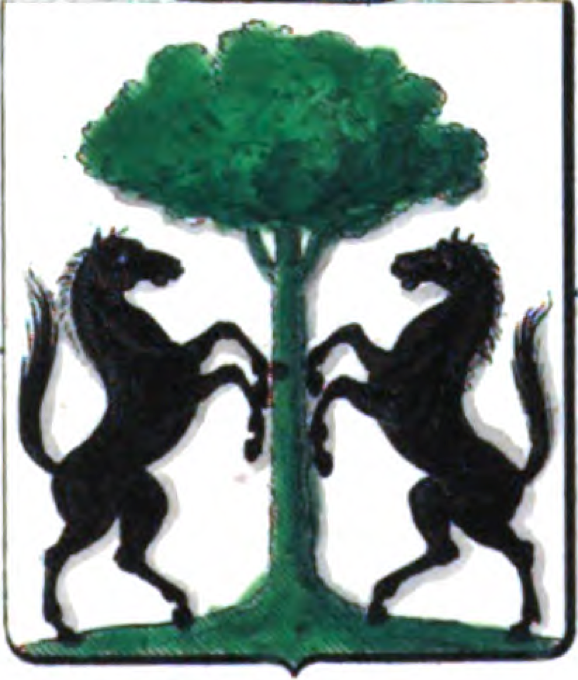
Wapen van de familie Osy de Zegwaart

Corneille Baudouin Ghislain Osy (Rotterdam, 20 december 1757 - Brussel, 3 december 1831) was een Zuid-Nederlands edelman.

## Leven
Voor de Oostenrijkse Nederlanden werd hij consul-generaal in Rotterdam. 
Hij trouwde in 1784 met zijn nicht Isabelle Osy (1766-1840) en ze kregen zes kinderen, allen in Rotterdam geboren, behalve het jongste dat in 1807 in Hamburg ter wereld kwam als gevolg van zijn ballingschap. Voorafgaand aan de invasie van de Franse revolutionairen had hij de Nederlanden verlaten. Hij werd beschouwd als émigré en zag zijn woning De Groote Robijn aan de Sint-Jacobsmarkt in Antwerpen aangeslagen. Ze werd gebruikt als kledingmagazijn.
In 1814 werd Osy algemeen ontvanger voor de geallieerden in België. Onder het Verenigd Koninkrijk der Nederlanden werd hij lid van de Eerste Kamer der Staten-Generaal en lid van de Ridderschap in de provincie Holland. 

## Titel en afstammelingen
In 1778 verleende keizerin Maria Theresia opname in de erfelijke adel met de titel ridder aan Corneille Osy. Eenzelfde erfelijke adellijke titel werd verleend ('voor zoveel als nodig') aan Jean-Charles Osy, met de erfelijke titel van ridder. Deze Jean-Charles Osy, heer van Zegwaart, was getrouwd met Anne-Marie Vloers. Hun zoon Corneille Baudouin Ghislain Osy, laatste heer van Zegwaart, zoon van Jean-Charles, werd in 1817, onder het Verenigd Koninkrijk der Nederlanden, erkend in de erfelijke adel met de titel van baron overdraagbaar op alle afstammelingen. Hij was in 1816 tot de adel verheven, maar na zijn klacht werd dit in 1817 weer ingetrokken en kreeg hij integendeel erkenning van (voorheen onder het ancien régime toegekende) adel. Hij kreeg erbovenop de titel baron, overdraagbaar op alle afstammelingen.
Corneille Osy had de volgende kinderen en kleinkinderen:
- Joannes Josephus Osy (1792-1866), oudste zoon van Corneille, werd lid van het Belgische Nationaal Congres en was volksvertegenwoordiger en senator.
  - Joséphine Osy de Zegwaart (1821-1882), trouwde met senator John Cogels.
  - Edouard Osy de Zegwaart (1832-1900), volksvertegenwoordiger, senator, gouverneur van Antwerpen. Hij is het die in 1887 vergunning verkreeg om de Zegwaart aan de familienaam toe te voegen.
- Joseph Louis Alexandre Osy (1794-1862) trouwde in 1826 met zijn nicht Marie-Thérèse Diert de Kerkwerve (1806-1833), dochter van Jean Gérard Diert de Kerkwerve en Marie-Barbe Osy; vervolgens met Zoé van Volden (Brussel, 1808 - 1839). Hij kocht in 1835 het kasteel aan van Dongelberg bij Geldenaken. Zijn dochter Louise trouwde met een zoon van Edouard de Rouillé.
  - Iwan Osy de Zegwaart (1827-1901), kamerheer van de koning van Nederland, erfde Zegwaart en Dongelberg. Twee van zijn dochters huwden met een Franse senator en Eugène Everarts de Velp.

De familie Osy de Zegwaart is in mannelijke lijn uitgedoofd bij de dood van luitenant-kolonel baron Jean Osy de Zegwaart (Brussel, 1907 - Marbella, 2004).